# Cmentarz Komunalny w Pabianicach
Cmentarz Komunalny w Pabianicach – najmłodszy i jednocześnie największy cmentarz położony jest w południowej części zespołu pabianickich nekropolii. Wejście główne od strony ulicy Kilińskiego.

## Historia
W 1955 roku z powodu braku miejsc na nowe groby na cmentarzu rzymskokatolickim władze miasta, Prezydium Miejskiej Rady Narodowej, w drodze wywłaszczenia zajęło 2 działki gruntu przy ul. Kilińskiego 57 i 59 (1,9092 ha), na których w czerwcu 1955 roku powstał cmentarz komunalny pod tymczasową administracją Zarządu Cmentarza Katolickiego. Pierwsze powiększenie cmentarza o 6,82 ha miało miejsce w 1967. Od tego czasu był on wielokrotnie powiększany. W latach 80. XX w. przystąpiono do wywłaszczenia i likwidacji budynków przy ul. Kilińskiego na odcinku od zabudowań gospodarczych cmentarza katolickiego aż do ul. Jutrzkowickiej. Główne wejście zlokalizowane jest od ulicy Kilińskiego. Istnieje także drugie wejście od strony cmentarza rzymskokatolickiego w formie szerokiego przejścia w murze oddzielającym go od cmentarza rzymskokatolickiego, wykonane przez Niemców w czasie II wojny światowej z myślą o powiększeniu cmentarza w kierunku południowym. Planów nie zrealizowano, ale przejście w formie niezmienionej istnieje do dzisiaj. Główna szeroka aleja posiada asfaltową nawierzchnię i jest częściowo oświetlona. W odróżnieniu od cmentarza rzymskokatolickiego i ewangelickiego nie jest tak bogato zadrzewiona starodrzewiem i z tego powodu nasadzono więcej krzewów ozdobnych.

## Dom pogrzebowy
W 1976 roku na cmentarzu komunalnym rozpoczęto budowę domu pogrzebowego. Dotychczas na potrzeby pogrzebów służyła, użyczana za opłatą, kaplica na cmentarzu rzymskokatolickim. Dom pogrzebowy oddano do użytku 1 listopada 1977 roku z wnętrzem o świeckim charakterze, które mogło być w razie potrzeby dostosowane do odpowiedniego obrządku religijnego. W latach 80. ubiegłego wieku istniała na cmentarzu komunalnym funkcja „mistrza ceremonii”, który prowadził ceremonię podczas pogrzebów świeckich. W kwietniu 2001 roku, prawdopodobnie podczas próby kradzieży, doszło do pożaru. Dom pogrzebowy spłonął wraz z wyposażeniem niemal doszczętnie. Koszty odbudowy wyniosły ok. 130 tys. złotych. Sprawców nie wykryto (?). Niedawno w domu pogrzebowym utworzono kaplice i mogą się w niej odbywać msze święte, po uprzednim uzgodnieniu w odpowiedniej parafii. Dom pogrzebowy jest pod opieką Miejskiego Zakładu Pogrzebowego.
W pobliżu domu pogrzebowego znajduje się symboliczny pomnik-mogiła - „Pomnik Harcerzy, Żołnierzy Szarych Szeregów i Armii Krajowej” (autor Kazimierz Karpiński), upamiętniający poległych i zamordowanych w czasie II wojny światowej członków Szarych Szeregów i Armii Krajowej, odsłonięty 24 października 1987 roku.
29 listopada 2024 roku przy Domu pogrzebowym odbył się powtórny pochówek mieszkańców Pabianic, których szczątki zostały znalezione podczas przebudowy ul. Warszawskiej i Starego Rynku.  Miejsce spoczynku zostało oznaczone krzyżem i płytą upamiętniającą o treści: "Tutaj spoczywają prochy zmarłych z dawnych cmentarzy parafii św. Mateusza w Pabianicach. Szczątki wydobyto w latach 2021-2024 podczas przebudowy ulicy Warszawskiej i rewitalizacji Starego Rynku".